# Most Tacoma Narrows (1940)
Most Tacoma Narrows (Tacoma Narrows Bridge) je skupno ime za več mostov, ki so stali ali stojijo na isti lokaciji.
Največkrat se ime nanaša na 1.600 metrov dolg viseči most preko morske ožine Tacoma Narrows med Tacomo in Gig Harborjem v zvezni državi Washington. Most je konstruiral Clark Eldridge, odprli so ga 1. julija 1940. 
Kmalu po odprtju so odkrili, da most v vetrovnem vremenu nekoliko niha, vendar je kazalo, da most lahko prenese take obremenitve. 7. novembra 1940 je most ob vetru hitrosti samo 67 km/h začel nihati močneje, prišel v resonanco ter se porušil. Zrušenje so posneli na film, ki ga še danes prikazujejo inženirjem in gradbenikom.
Leta 1950 so na istem mestu zgradili nov most, leta 2007 pa še enega.